# Dalvík

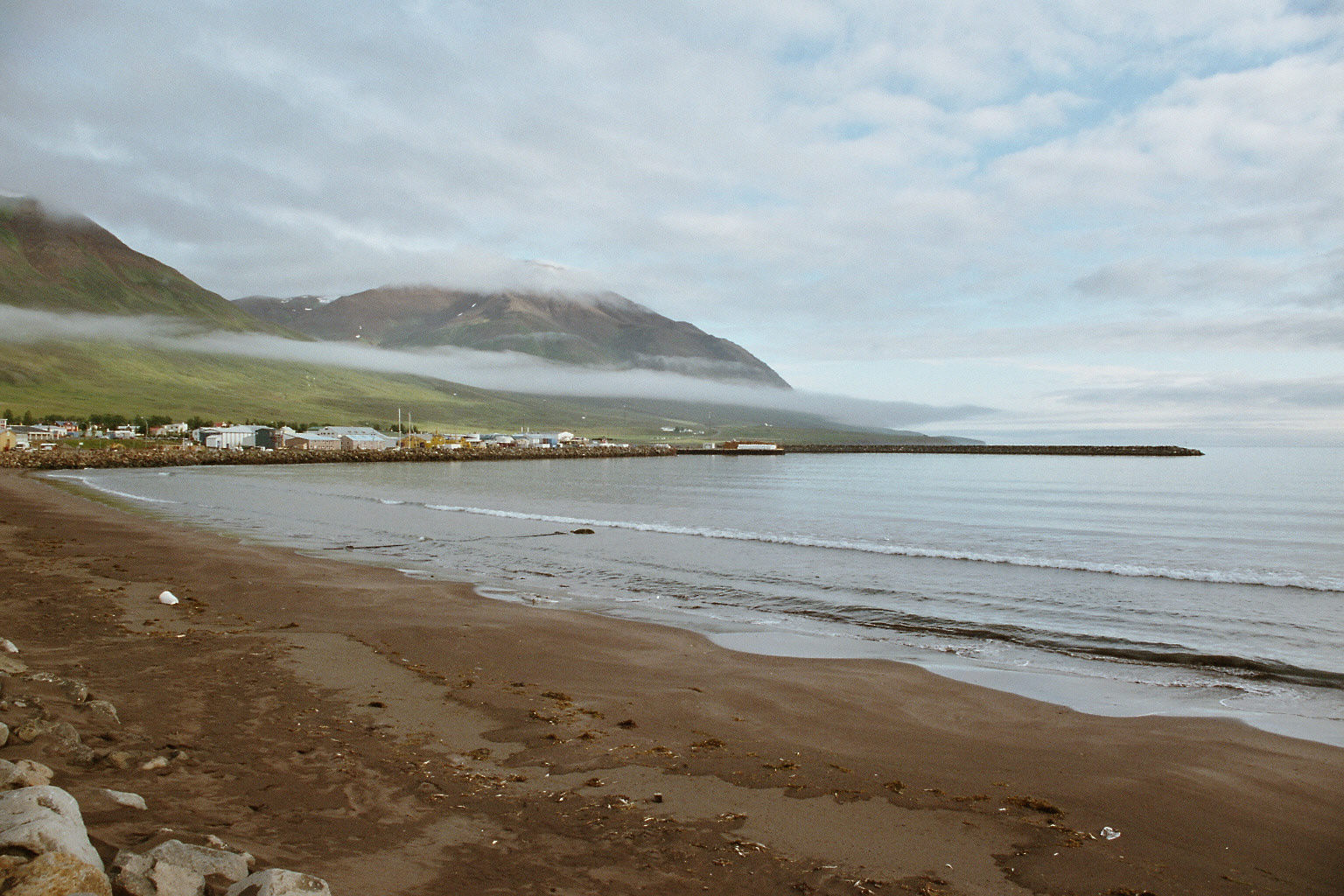
Dalvík

Der Fischerort Dalvík (deutsch „Talbucht“) ist ein Ort in der Region Norðurland eystra im Norden Islands. Er ist der Hauptort der nach ihm benannten Gemeinde Dalvíkurbyggð.
Am 1. Januar 2023 hatte der Ort 1404 Einwohner.

## Geografie

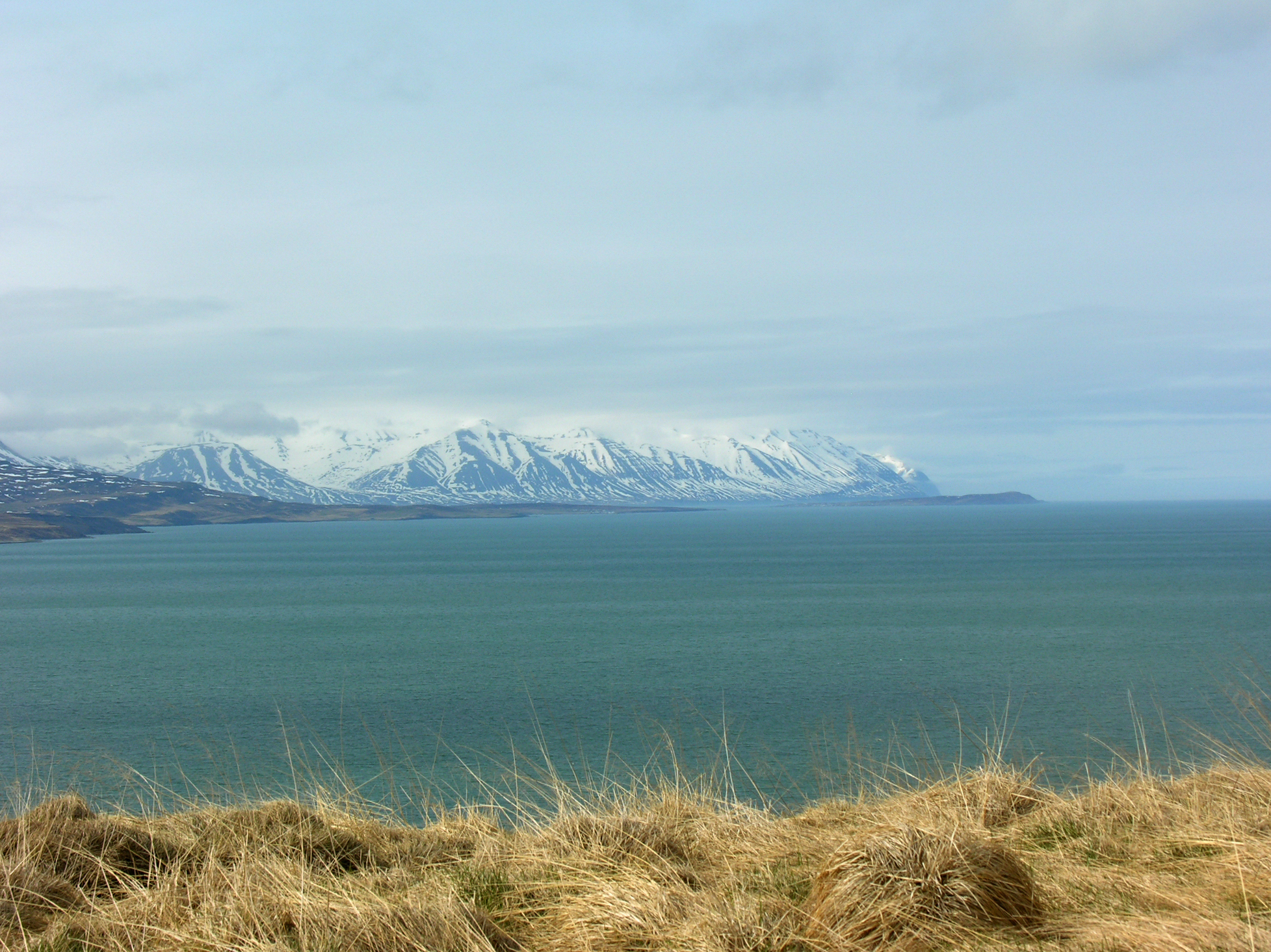
Blick über den Eyjafjörður auf die Berge bei Dalvík

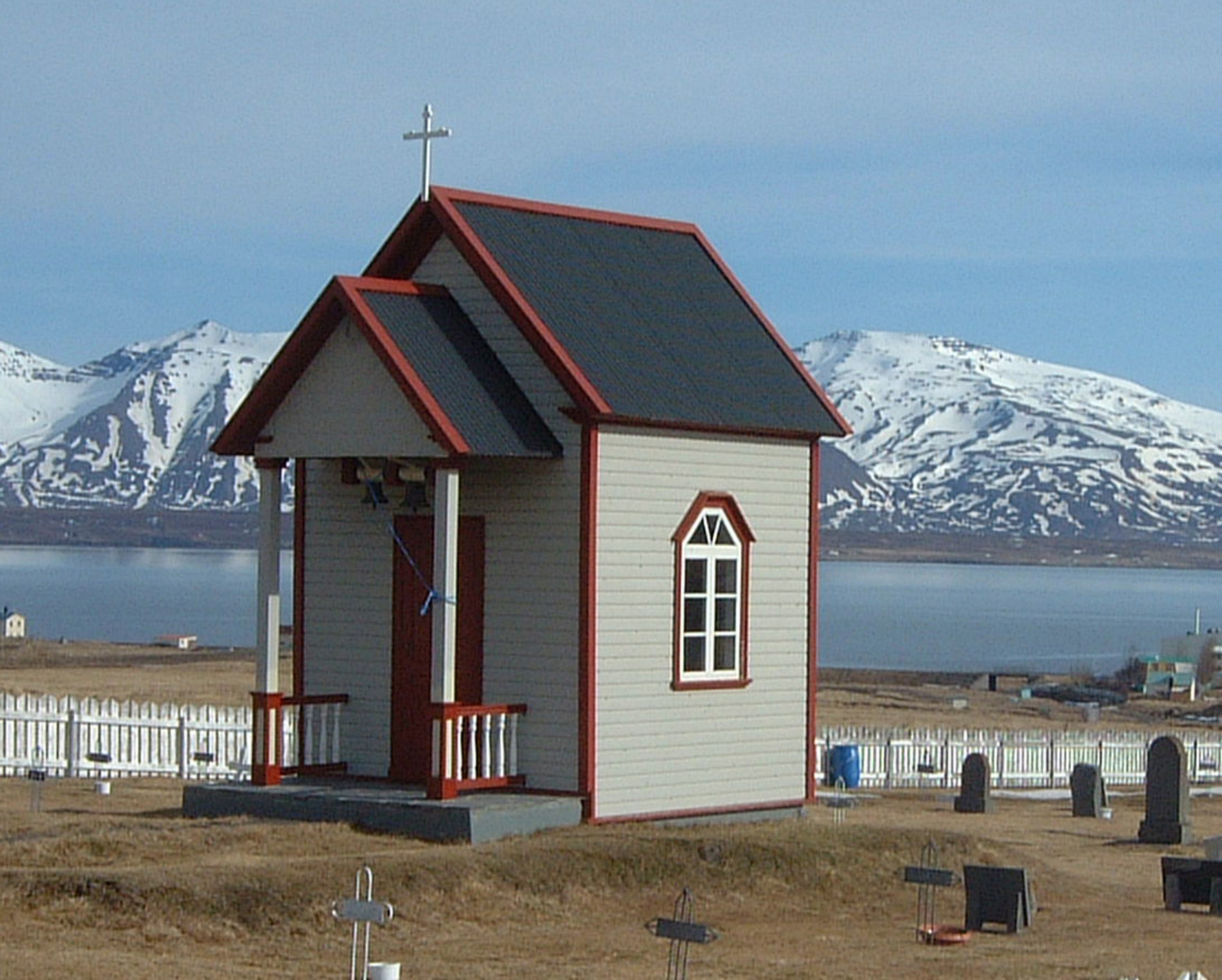
Upsakapella

Dalvík liegt auf der Halbinsel Tröllaskagi westlich des Eyjafjörður zwischen Akureyri und Ólafsfjörður. Westlich von Dalvík liegt die Gemeinde Hörgársveit. Östlich von Dalvik liegt die Insel Hrísey. Der Ort liegt im Tal Svarfaðardalur, dessen Fluss Svarfaðardalsá südöstlich des Orts in den Eyjafjörður mündet.

## Geschichte
Das Gebiet von Dalvík war bereits zur Wikingerzeit besiedelt. 1909 fand man der Nähe der Stadt 13 Gräber aus der Wikingerzeit, und in acht von ihnen waren Menschen in ihrem Boot beerdigt.
Der Ort war schon seit Jahrhunderten unter dem Namen Sandur und später Böggvisstaðasandur mit der Fischerei verbunden, die zunächst in Ruderbooten ausgeführt wurde.
Allerdings ist hier erst ab 1881 eine feste Ansiedlung belegt, das erste Holzhaus vor Ort wurde 1900 gebaut. Die Anwohner lebten von Fischerei und Kleinbauerntum. 1931 verabschiedete das Parlament in Reykjavík das erste isländische Gesetz bzgl. der Fischereihäfen des Landes und zwar bzgl. des Hafens in Dalvík, der 1939 dann gebaut wurde. 1901 fanden in Dalvík die ersten Theateraufführungen auf Island statt.
Bei einem starken Erdbeben (6,1 auf der Richter-Skala) wurden am 2. Juni 1934 die meisten Gebäude des Ortes beschädigt oder zerstört.
Ab 1946 wurde Dalvík eine eigenständige Gemeinde und löste sich von der Landgemeinde Svarfaðadalshreppur. Die Stadtrechte (kaupstaðurréttindi) wurden am 10. April 1974 verliehen.
Von 1968 an war der Gemeindepriester in Dalvík ansässig. Die dortige Kirche wurde jedoch schon 1960 geweiht.
Bis zum 7. Juni 1998 war die Stadt Dalvík (Dalvíkurkaupstaður) eine selbstständige Gemeinde.
Die Einwohnerzahl betrug 121 im Jahre 1920, 1930 lag sie bei 228, 1940 bei 314, 1950 bei 639, 1960 bei 907, 1970 bei 1065 und 1979 bei 1253. 1989 betrug die Einwohnerzahl 1458.

## Wirtschaft
Dalvík ist immer noch in erster Linie ein Fischereiort, aber auch gleichzeitig ein Dienstleistungszentrum für die Anwohner der Umgebung. Unter anderem findet man hier Kindergärten, Schulen und die Verwaltungseinheiten der Gemeinde Dalvíkurbyggð. Zudem gibt es ein Gesundheitszentrum mit ärztlicher Versorgung und ein Seniorenheim.
Der Ort wird von Hamar aus mit heißem Wasser für die Haushalte versorgt.
Der Tourismus erweist sich wie auch an anderen Orten in Island als wachsende Einkommensquelle. Dazu gehört hier auch der Wintertourismus, da die Region Tröllaskagi mit relativ zuverlässigen Schneelagen aufwarten kann. Das Skigebiet Hringsholt mit diversen Skiliften gehört zum Ort. Im Ort gibt es neben Gästehäusern auch einen Zeltplatz, ein Hotel, einen Golfplatz, sowie Sportanlagen mit Schwimmbad. Es werden zudem zahlreiche Gelegenheiten zum Wandern und Reiten geboten.

## Kultur und Sehenswürdigkeiten
Das örtliche Museum (Byggðasafn Dalvíkur) wurde 1987 gegründet und befindet sich in einem 1930 erbauten Haus mit Namen Hvoll. Es erinnert unter anderem an den größten Isländer Jóhann Kristinn Pétursson (1913–1986) mit 2,34 m und Islands dritten Präsidenten Kristján Eldjárn. Am westlichen Stadtrand ist die kleine Kapelle Upsakapella (1903) sehenswert.
Am zweiten Augustwochenende jeden Jahres wird das Fischfest Fiskidagurinn mikli in Dalvík abgehalten, mit einer Vielfalt von Fischgerichten, die die Gemeinde spendiert, Musikbands usw.

## Verkehr und Infrastruktur
Der Ólafsfjarðarvegur  führt aus Richtung Akureyri aus längs des Eyjafjörður über Dalvík nach Ólafsfjörður. Von ihr zweigen in bzw. bei Dalvík die Stichstraßen 806, 807 und 805 ab, die nach Tröllaskagi hineinführen.
Von Dalvík fährt die Fähre Sæfari zur Insel Grímsey, die im Nordmeer vor Island liegt. Auch die Insel Hrísey ist mit der Fähre erreichbar.

## Söhne und Töchter der Stadt
- Óskar Jónsson (1925–2016), Leichtathlet
- Valgerður Gunnarsdóttir (* 1955), Politikerin
- Daníel Hilmarsson (* 1964), Skirennläufer
- Sveinn Brynjólfsson (* 1975), Skirennläufer
- Eyþór Ingi Gunnlaugsson (* 1989), Popsänger und Vertreter beim Eurovision Song Contest 2013

## Sonstiges
Dalvik, eine virtuelle Ausführungsumgebung des Betriebssystems Android, ist 2007 nach dieser Stadt benannt, ebenso der Dalvik cache.